# اوپن کلسروم
اوپن کلسروم (انگلیسی: OpenClassrooms) شرکت خدمات آموزشی فرانسوی است، که در سال ۱۹۹۹ تأسیس شد.